# Верейский, Орест Георгиевич
О́рест Гео́ргиевич Вере́йский (7 [20] июля 1915, с. Аносово, Смоленская губерния — 2 января 1993, Москва) — советский, российский художник-живописец, график, иллюстратор, педагог. Народный художник СССР (1983). Лауреат Государственной премии СССР (1978).

## Биография
Орест Верейский родился в семье художника Георгия Верейского и детской писательницы Елены Верейской, дочери историка Н. И. Кареева. До 1922 года жил в селе Аносово (ныне Новодугинского района Смоленской области).
В 1936—1938 годах — вольнослушатель Ленинградского института живописи, скульптуры и архитектуры. Именно в Ленинграде происходит творческое становление его как художника. Здесь его наставником, кроме отца, был художник и педагог А. А. Осмёркин. Занимался у Н. А. Тырсы (1938—1939). Окончил Ленинградский институт повышения квалификации работников искусств (1939). 
В 1939—1940 годах — художник объединения «Боевой карандаш» в Ленинграде.
В 1940 году переехал жить и работать в Москву.
В годы войны работал в редакции газеты «Красноармейская правда» 3-го Белорусского фронта, где встретился и подружился с А. Т. Твардовским.
Иллюстрировал книги для издательств «Детгиз», «Советский писатель», «Художественная литература»; журналы «Смена» и «Костёр» (1935—1940), «Огонёк» (1946—1956).
Руководитель творческой мастерской графики АХ СССР (1978—1989).
Действительный член АХ СССР (1983), член-корреспондент АХ СССР (1958). Член Союза художников СССР.
Умер 2 января 1993 года в Москве. Похоронен на Кунцевском кладбище.

## Творчество

иллюстрация к поэме «Василий Тёркин»

С 1938 года — участник художественных выставок. Известен своей книжной графикой. Иллюстрировал произведения М. А. Шолохова, К. Г. Паустовского, А. А. Фадеева, А. Н. Рыбакова, М. М. Пришвина, И. А. Бунина, Э. Хемингуэя и других писателей.
Неоднократно иллюстрировал произведения А. Т. Твардовского, в том числе поэмы «Василий Тёркин», «За далью даль», «Дом у дороги», «Ивушка» (1970). Известны его иллюстрации к книге М. П. Прилежаевой «Жизнь Ленина».
Видное место в творчестве художника занимала станковая графика. Ему принадлежат разнообразные по тематике серии рисунков, акварелей, автолитографий, созданные в результате его поездок по Чехословакии, Сирии, Ливану, Египту (все в 1955 году), Финляндии (1957 год), Исландии (1958 год), США (1960 и 1963 годы).

## Награды и премии
- Заслуженный деятель искусств РСФСР (1958)
- Заслуженный художник РСФСР (1963)
- Народный художник РСФСР (1970)
- Народный художник СССР (1983)
- Государственная премия СССР (1978) — за оформление и иллюстрации к 200-томной «Библиотеке всемирной литературы»[2]
- Орден Трудового Красного Знамени (1975)
- Орден Отечественной войны 1-й степени (1985)[3]
- Орден Красной Звезды (1944)[3]
- Медаль «За боевые заслуги» (1943)[3]
- Медаль «За оборону Москвы» (1944)[3]
- Медали
- Золотая медаль АХ СССР (1984) — за иллюстрации к роману Л. Н. Толстого «Анна Каренина»
- Бронзовая медаль  Международной выставки в Брюсселе (1958)[4] — за илююстрации к роману М. А. Шолохова «Тихий Дон» (1952)
- Серебряная медаль Международной выставки искусства книги в Лейпциге (1977).

## Дар музеям
Неоднократно дарил свои произведения музеям Смоленщины.
В 1995 году Л. М. Верейская, вдова художника, передала в дар музею большую коллекцию его работ. Это и оригинальная графика, и гравюры, и иллюстрации к литературным произведениям, в том числе к произведениям А. Т. Твардовского. Десятки работ переданы музеям бывшего Сычёвского уезда — Новодугинскому и Сычёвскому